# Pallacanestro ai XXXI Giochi mondiali universitari estivi
Il torneo di pallacanestro dei XXXI Giochi mondiali universitari estivi si è svolto dal 28 luglio al 6 agosto 2023. Hanno partecipato 15 squadre per il torneo maschile e 12 per il torneo femminile.

## Podi

### Uomini
| Evento                            | Oro | Argento | Bronzo |
| Pallacanestro maschile (dettagli) | Rep. Ceca Dalibor Vlk Patrick Samoura Matěj Burda Vojtěch Sýkora Nikolaos Noumeros Tomáš Janša František Fuxa Luboš Kovář Jan Zidek Pavel Novák Marek Vyroubal Martin Svoboda | Brasile Felipe Ruivo Paulo Junior Lucas Siewert Adyel Borges Jonas Buffat Caio Pacheco Rafael Munford João Pereira Guilherme Abreu Daniel Onwenu Victor da Silva Dikembe André | Stati Uniti Sion James Gregg Glenn Mier Panoam Spencer Elliot Collin Holloway Jordan Wood Kolby King Marvin Williams III Asher Woods Percy Daniels Kevin Cross Jr Jaylen Forbes |

### Donne
| Evento                             | Oro | Argento | Bronzo |
| Pallacanestro femminile (dettagli) | Cina Li Shuangfei Zhang Jingyi Li Yifan Su Yuanyuan Zhang Tao Tang Ziting Cao Boyi Zhang Mao Han Xu Liu Yutong Jia Saiqi Song Kexin | Giappone Yua Emura Maho Hayashi Mona Tateyama Azusa Asahina Saori Yasue Maika Miura Ufuoma Tanaka Minami Ikematsu Maho Awatani Sayaka Suzuoki Miyu Okamoto Nanami Morioka | Finlandia Ebba Pekonen Sara Bejedi Veera Pirttinen Elina Koskimies Roosa Lehtoranta Lotta Lahtinen Lotta Vehka-Aho Roosa Kosonen Teresa Seppälä Helmi Tulonen Janette Aarnio Saana Kujala |

## Medagliere
| Posizione | Paese       |   |   |   | Totale |
| --------- | ----------- | - | - | - | ------ |
| 1         | Rep. Ceca   | 1 | 0 | 0 | 1      |
| 1         | Cina        | 1 | 0 | 0 | 1      |
| 3         | Brasile     | 0 | 1 | 0 | 1      |
| 3         | Giappone    | 0 | 1 | 0 | 1      |
| 5         | Stati Uniti | 0 | 0 | 1 | 1      |
| 5         | Finlandia   | 0 | 0 | 1 | 1      |